# Galgano Guidotti
São Galgano (1148 — 3 de dezembro de 1181) foi um santo católico da Toscana, nascido em Chiusdino, na moderna província de Siena, na Itália. O nome de sua mãe era Dionigia, enquanto o nome de seu pai (Guido ou Guidotto) só apareceu em um documento datado no século XVI, quando o sobrenome Guidotti foi atribuído.
O processo de canonização de Galgano como santo começou em 1185, apenas alguns anos depois de sua morte, e sua canonização foi a primeira conduzida com um processo formal pela Igreja Romana. Muito da vida de São Galgano é conhecida através dos documentos do processo de canonização de 1185 e outros Vitae: Legenda beati Galgani por anônimo, Legenda beati Galgani confessoris por um desconhecido monge cisterciense, Leggenda di Sancto Galgano, Vita sancti Galgani de Senis, Vita beati Galgani.

## Biografia
Dizem que Galgano levou uma vida implacável em seus primeiros anos, mas depois a abandonou em favor de uma eremita devota no lugar hoje conhecido como Rotonda di Montesiepi. Acredita-se que sua mãe, Dionigia, tenha relatado que Galgano teve duas visões, ambas envolvendo o Arcanjo Miguel: na primeira visão, o Arcanjo disse a Galgano que ele seria protegido pelo próprio Arcanjo. Na segunda visão, Galgano estava seguindo o Arcanjo e eles chegaram à colina de Montesiepi, onde encontraram os doze apóstolos e o próprio Criador. Após as visões, diz-se que o cavalo de Galgano se recusou a obedecer às suas ordens e o levou ao topo de Montesiepi, onde sua visão aconteceu. Convencido de que isso era um sinal, Galgano decidiu plantar uma cruz. Como ele não tinha como fazer madeira, ele plantou a espada no chão. Diz-se que a espada se tornou imediatamente uma peça no chão, para que ninguém pudesse removê-la. Uma história diz que em uma das visões, ele foi instruído a renunciar às coisas materiais. Ele, afirmando que seria tão fácil quanto dividir uma pedra, decidiu defender sua opinião, mergulhando sua espada em uma. Segundo a lenda, a espada atravessou a pedra como uma faca na manteiga.[8]
Mais tarde, quando Galgano morreu em 1181, uma igreja redonda foi construída sobre a suposta tumba logo em 1184 em homenagem a ele,[9] onde os peregrinos chegaram em grande número e milagres foram reivindicados. Naquele ano, monges cistercienses assumiram Montesiepi a pedido de Hugh, bispo de Volterra, mas a maioria dos monges de Galgano partiu, se espalhou pela Toscana e se tornou eremita agostiniana. Em 1220, um grande mosteiro cisterciense foi construído abaixo do eremitério de Galgano: eles o reivindicaram como um santo cisterciense. Seu culto era animado em Siena e Volterra, onde inúmeras representações sobrevivem. As ruínas de seu eremitério ainda podem ser vistas, enquanto sua capa é mantida na igreja de Santuccio em Siena.[10]

## A espada na pedra

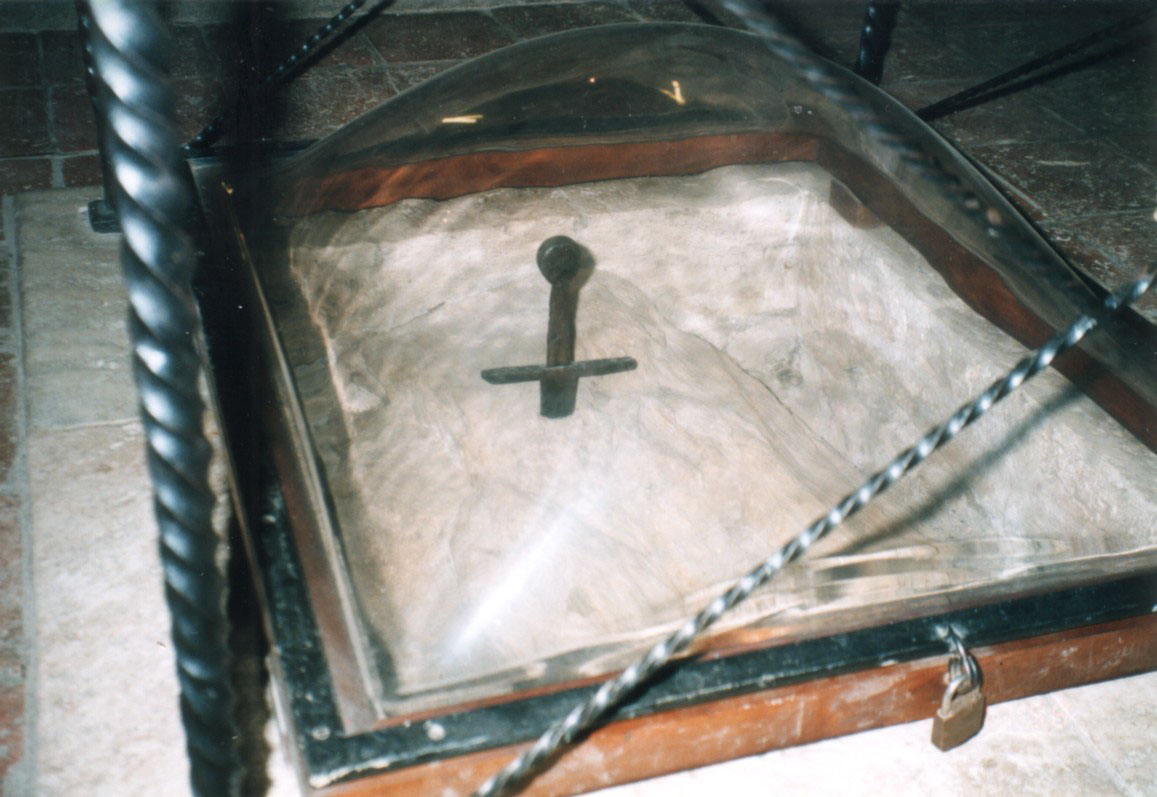
A espada de São Galgano

A espada na pedra pode ser vista na Rotonda de Montesiepi, perto das ruínas da Abadia de São Galgano. O cabo de uma espada se projeta do chão e é considerado a espada de São Galgano. Uma análise do metal feita em 2001[11] pelo prof. Garlaschelli confirmou que "a composição do metal e o estilo são compatíveis com a era da lenda". A análise também confirmou que a parte superior e a parte inferior invisível são autênticas e pertencem a um e o mesmo artefato.[12]

## Relíquias
As relíquias do santo foram roubadas de um seminário em Siena em 1989, e recuperadas em 2021.